# ウラジーミル・ヴォロダレヴィチ
ウラジーミル（ウラジミルコ）・ヴォロダレヴィチ（ウクライナ語: Володимир (Володимирко) Володарович、1104年 - 1153年）はヴォロダリ・ロスチスラヴィチの次男である。また、ウラジーミルは南西ルーシの諸公国（テレボヴリ公国、ペレムィシュリ公国、ズヴェニゴロド公国をガーリチ公国の元に統合し、ガーリチ・ロスチスラヴィチ家(ru)によるガーリチ公国支配を確立した。
ズヴェニゴロド公：1124年 - 1128年、ペレムィシュリ公：1128年 - 1141年、テレボヴリ公・ガーリチ公：1141年 - 1153年。

## 生涯
1125年から1126年にかけて、ウラジーミルはハンガリー王国の支援と共に、兄のペレムィシュリ公ロスチスラフと争った。1128年にロスチスラフが死ぬと、ウラジーミルはペレムィシュリ公の座に就いた。ウラジーミルのズヴェニゴロド公位は甥のイヴァンに継承された。1140年、従兄弟のイヴァンと共に、イヴァンの義父であるキエフ大公フセヴォロドが、ヴォルィーニ公イジャスラフに対して行った戦争に参加した。従兄弟のイヴァンは1141年に死亡し、ウラジーミルはイヴァン領のテレボヴリとガーリチを自分の統治下に収めた。また、1144年に、甥のズヴェニゴロド公イヴァンがガーリチの一部のボヤーレ（貴族）の援助を受け、ウラジーミルの公位転覆を謀ったが、これを防ぎ、イヴァンを追放してその領土を併合した。ここに、南西ルーシの諸公国はガーリチを首都とした1つの政権として統合された。
これに前後して、ウラジーミルは自身の公国の独立のために数々の戦いに臨んでいる。すなわち、キエフ大公フセヴォロドとの戦い（1139年 - 1146年。なおフセヴォロドは1146年に死去。）、続くイジャスラフ（上記のイジャスラフ）との戦い（途中断絶をはさんで1146年 - 1154年）である。イジャスラフとの戦いは、1149年より息子のヤロスラフの義父となったユーリー・ドルゴルーキーを援助した。しかし1152年には、ペレムィシュリ付近のサン川でハンガリー軍に敗れ、イジャスラフに、占領したヴォルィーニの都市を返すことで和平条約を求めた。
ウラジーミルは1153年に死去した。

## 妻子
妻はハンガリー王カールマーンの娘（1117年結婚）。子には以下の人物がいる。
- ヤロスラフ - ガーリチ公
- マリヤ（アナスタシヤ） - 1151年、クラクフ公ボレスワフ4世と結婚
- エヴドキヤ? - おそらく、サンドミェシュ公ヘンリク(ru)と結婚[4]